# Пуласки (Тенеси)
Пуласки (енгл. Pulaski) град је у америчкој савезној држави Тенеси.

## Демографија
По попису из 2010. године број становника је 7.870, што је 1 (0,0%) становника мање него 2000. године.
| Група             | 2000.         | 2010.         |
| Белци             | 5.492 (69,8%) | 5.513 (70,1%) |
| Афроамериканци    | 2.130 (27,1%) | 1.920 (24,4%) |
| Азијати           | 67 (0,9%)     | 45 (0,6%)     |
| Хиспаноамериканци | 87 (1,1%)     | 169 (2,1%)    |
| Укупно            | 7.871         | 7.870         |